# Lhůta
Lhůta (bis 1924 Lhota) ist eine Gemeinde mit 158 Einwohnern in Tschechien. Sie liegt sieben Kilometer südwestlich der Stadt Rokycany gehört zum Okres Plzeň-město. Die Katasterfläche beträgt 342 ha.

## Geographie
Das Dorf befindet sich in 445 m ü. M. im Quellgebiet des Lhůtský potok, eines rechten Zuflusses der Úslava. Lhůta liegt an der Staatsstraße 183 von Šťáhlavy nach Rokycany, die in einer Ortsumgehung im Süden um das Dorf geführt wird. Umgeben wird Lhůta von den ausgedehnten Wäldern der zum Brdywald gehörenden Kozelské polesí, in dem sich südlich des Dorfes der 560 m hohe Maršál erhebt.
Nachbarorte sind Tymákov und Mokrouše im Norden, Němčičky und Raková im Osten sowie Bambousek, Šťáhlavy und Sedlec im Westen.

## Geschichte
Lhota wurde 1366 im Zuge der Besiedelung des westlichen Brdywaldes angelegt und war eines der vielen Freidörfer (Lhota), die nach ihrer Gründung eine 28-jährige Freiheit von Diensten und Lasten genossen. 1383 erwarb der Burgvogt von Vlčtejn und Lehnsmann der Rosenberger, Aleš z Pokonic, das Bauerndorf. Das Dorf wurde Teil der Nebillauer Besitzungen, die 1604 Mariána Kokořovcová von Svárov auf Šťáhlavy erwarb. In den Wirren des Dreißigjährigen Krieges verließen die Bewohner von Lhota das Dorf und ihr weiteres Schicksal ist nicht bekannt. 1624 erfolgte eine Erbteilung der Herrschaft auf die beiden Söhne der Besitzerin, Jiří Petr und Kryštof Karel Kokořovec von Svárov. Zusammen mit Šťáhlavy, Plzenec, Sedlec, Šťáhlavice, Raková, Nevid und Nezbavětice bildete Lhota den Anteil Jiří Petrs.
Lhota und die umliegenden Orte Cháchov, Cáchov und Mokrouše lagen nach Kriegsende wüst. Mokrouše und Lhota wurden wieder besiedelt, ein großer Teil der Siedler waren Deutsche. Cháchov blieb eine Wüstung, im Wald östlich von Lhůta sind noch Grundmauern der Häuser, Brunnen und die Teichstätte sichtbar. Auch Cáchov blieb wüst, seine Lage ist nicht bekannt, möglicherweise liegt die Wüstung direkt im heutigen Dorfgebiet. In der berní rula sind für Lhota drei Häusler, zwei Bauern und drei wüste Hofstätten verzeichnet. Um 1750 lebten 74 Menschen im Dorf.
1710 erwarb Antonius Josef Czernin von Chudenitz den Besitz um Šťáhlavy von den Kokořovec und fünf Jahre später auch den Nebillauer Teil. Sitz der wieder vereinigten Herrschaft wurde Stiahlau. Nächster Besitzer war Hermann Jakob Czernin, nach dessen Tod im Jahre 1784 erbte sein Sohn Vojtěch, der das Schloss Kozel erbauen und Schloss Nebílovy wiederaufbauen ließ. 1816 verstarb Vojtěch Czernin ohne Nachkommen, so dass sein Besitz an Christian von Waldstein fiel.
1838 hatte Lhota 248 Bewohner. Im 19. Jahrhundert entstand eine Ziegelei, in der – wie auch in der zugehörigen Tongrube – viele der Bewohner arbeiteten. Seit der Ablösung der Patrimonialherrschaften im Jahre 1848 war Lhota eine eigenständige Gemeinde. 1873 entstand die Dorfschule.
1924 wurde der Ortsname auf Anregung des Landesschulrates in Lhůta abgeändert. Bis zum 31. Dezember 2006 war die Gemeinde Teil des Okres Plzeň-jih.

## Gemeindegliederung
Für die Gemeinde Lhůta sind keine Ortsteile ausgewiesen. Zum Ort gehören die Einschichten Hvížďalka und Pohodnice.

## Sehenswürdigkeiten
- Einschicht Hvížďalka, im 18. Jahrhundert als herrschaftliches Forsthaus, dann als Schmiede umgenutzt
- Statue des Hl. Johannes von Nepomuk an der Hvížďalka
- Historische Bauerngehöfte mit Hoftoren und Scheuern
- Brant-Teich in der früheren Tongrube